# Black Peak (Aleutenkette)
Der Black Peak ist ein Schichtvulkan der Aleutenkette, 727 km südwestlich von Anchorage.
Der 1032 m hohe Vulkan befindet sich auf der Alaska-Halbinsel. Er liegt 48,5 km ostnordöstlich des Mount Veniaminof sowie 50 km westsüdwestlich des Mount Aniakchak. Es sind keine Ausbrüche aus historischer Zeit dokumentiert. Der Lavadom des Black Peak befindet sich innerhalb einer eisfreien Caldera aus dem mittleren Holozän mit einem Durchmesser von etwa 3,5 km. In der Caldera gibt es zwei kleinere Seen, darunter der 678 m hoch gelegene Purple Lake. An den Hängen des Vulkans befinden sich andesitische Lavaströme und darüber liegende dazitische Ascheablagerungen.
Der Black Lake befindet sich 13 km südwestlich am Fuße des Vulkans.
Der Berg wurde von dem russischen Hydrographen Michail Dmitrijewitsch Tebenkow als Sopka Chornaia benannt. Black Peak ist die englische Übersetzung.